# Tornado Alley

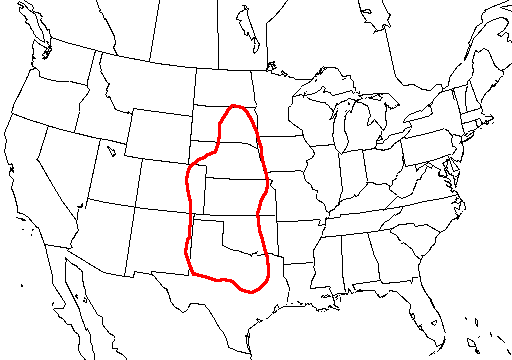
Umriss der Tornado Alley in den USA, hier: Fläche mit dem höchsten Prozentsatz zerstörerischer Tornados

Tornado Alley (engl., Tornado-Gasse) ist ein umgangssprachlicher Ausdruck, mit dem ein bestimmter Bereich im Mittleren Westen der USA bezeichnet wird, in dem eine besonders hohe Wahrscheinlichkeit für Tornados besteht.

## Geographie
Obwohl es Tornados in allen Teilen der USA gibt, ist deren Häufigkeit im Gebiet der Great Plains zwischen den Rocky Mountains und den Appalachen sowie in Florida am höchsten. Sogenannte „Twister“ kommen am häufigsten in Texas vor. Die von Tornados betroffene Fläche ist in Florida am größten, gleichwohl sind die dortigen Tornados in der Regel eher schwach und sehr kurzlebig. Die geringste Wahrscheinlichkeit für Tornados in den USA gibt es im äußersten Westen und Nordwesten.

## Definition

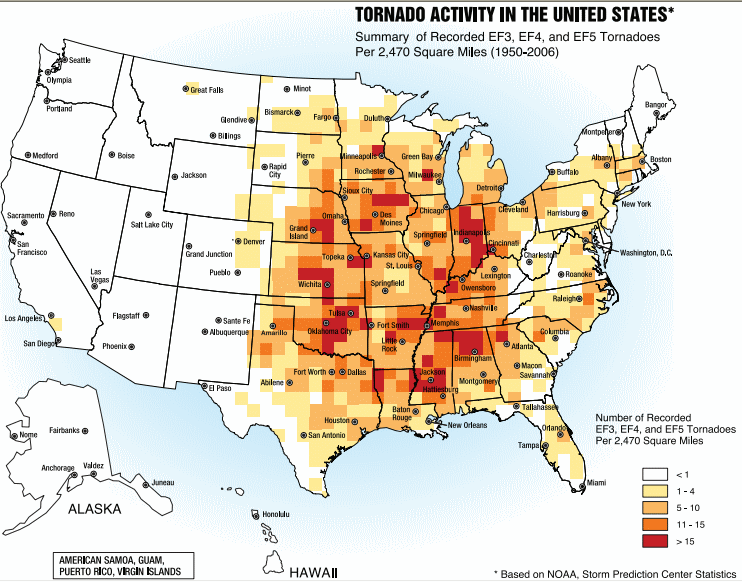
Aktivität von Tornados in den USA

Eine offizielle Definition, etwa des National Weather Service, des Nationalen Wetterdienstes der USA, für den Terminus gibt es nicht. Der Inhalt, mit dem der Begriff gefüllt wird, differiert zum Teil, je nachdem, welche Kriterien angelegt werden.
Nach der am weitesten verbreiteten Definition gehören zur Tornado Alley diejenigen Gebiete, in denen die stärksten Tornados auftreten. Somit gehört das nördliche Texas, sowie fast alle Bundesstaaten nördlich dazu, d. h. Oklahoma, Kansas, Missouri, Nebraska und South Dakota.

### Häufigkeit
Eine andere Definition fragt nicht nach der Stärke einzelner Tornados, sondern nach der Häufigkeit im Verhältnis zu anderen, weniger heftig betroffenen Regionen. Nach dieser Methode umfasst die Tornado Alley einen noch weitaus größeren Einflussbereich. Zusätzlich zu den oben genannten Gebieten gehört dann auch das gesamte Flachland entlang des Mississippi River und des Ohio River dazu sowie das untere Tal des Missouri und der gesamte Südosten der USA bis nach Florida.

### Jahreszeit
Die Jahreszeit ist ebenfalls von Bedeutung. Die größte Häufigkeit von Tornados, die „Tornado-Saison“, variiert von Region zu Region. Im Winter sind besonders die Bundesstaaten im Südosten der USA stark betroffen. Von März bis Mai bewegt sich der Schwerpunkt in den Mittleren Westen. Sobald die Temperatur in den Sommermonaten ihren Höhepunkt erreicht, liegt die größte Bedrohung weiter im Norden, d. h. in den nördlichen Prairiestaaten. Davon unabhängig gehören die Central Plains im Grunde ganzjährig zum Einflussbereich der Tornado Alley, da dort starke Temperaturschwankungen immer zum Wettergeschehen gehören.

## Regionale Abwandlungen
Im Süden der USA, insbesondere im unteren Tal des Mississippi River und im oberen Lauf des Flusses Tennessee spricht man auch von der Dixie Alley – einem Gebiet, in dem besonders starke Tornados auftreten können. In dieser Region liegt die Zahl der durch Tornados ums Leben gekommenen Menschen höher als in der eigentlichen Tornado Alley, was jedoch an der höheren Bevölkerungsdichte liegt.

## Auswirkungen
Im Zentrum der Tornado Alley sind bestimmte Baubestimmungen strikter als in anderen Teilen der USA, insbesondere hinsichtlich der Bauweise von Dächern und der Verbindung der Häuser mit ihren Fundamenten. Zu weiteren üblichen Vorsichtsmaßnahmen gehören der Bau von Schutzkellern und die Installation von Tornadosirenen. Auch die Wetterberichte in den Massenmedien stellen sich auf die Berichterstattung über und den Schutz vor Tornados ein.